# Euchloe crameri
Euchloe crameri är en fjärilsart som beskrevs av Butler 1869. Euchloe crameri ingår i släktet Euchloe och familjen vitfjärilar. Inga underarter finns listade i Catalogue of Life.

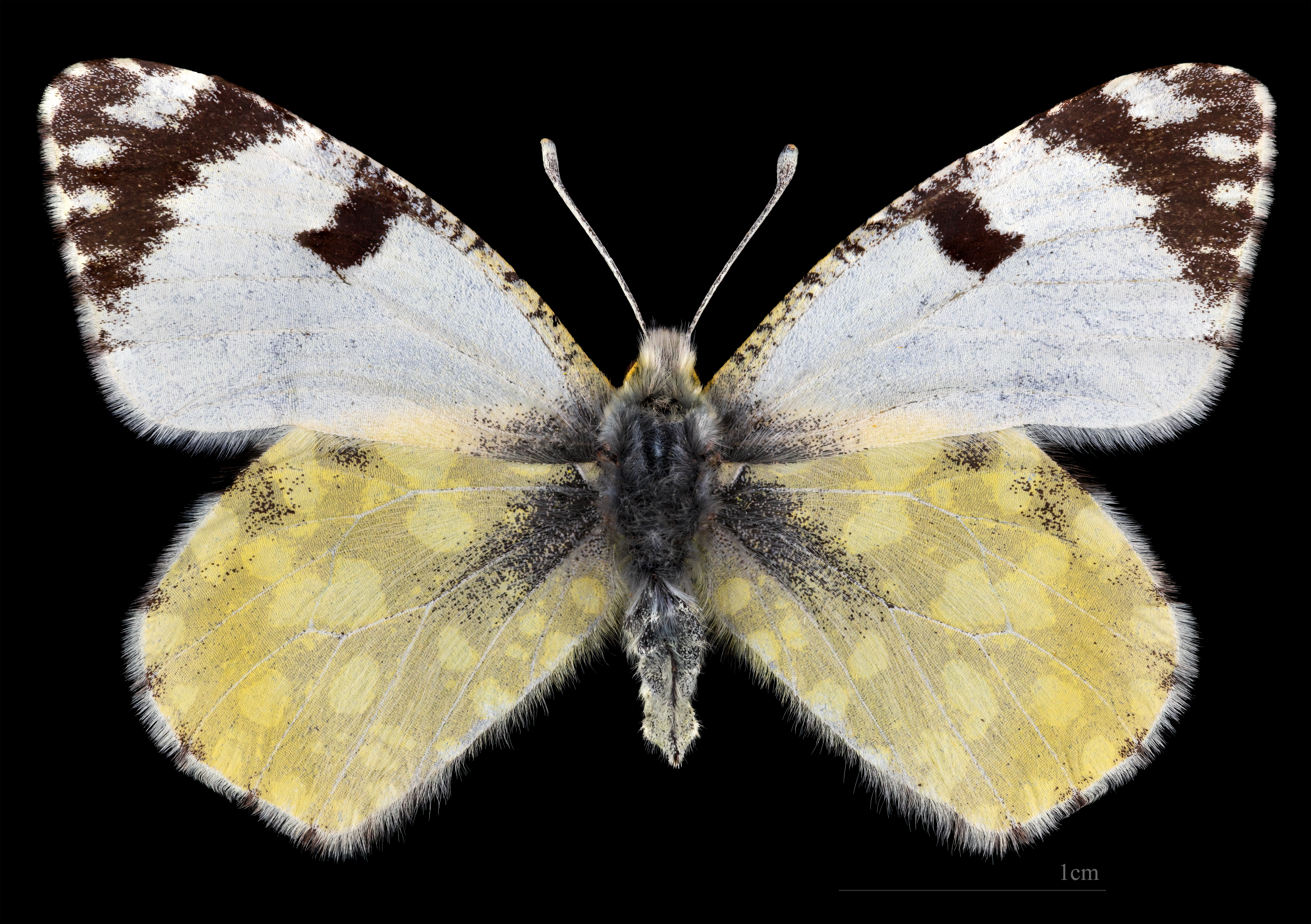
Euchloe crameri  ♀
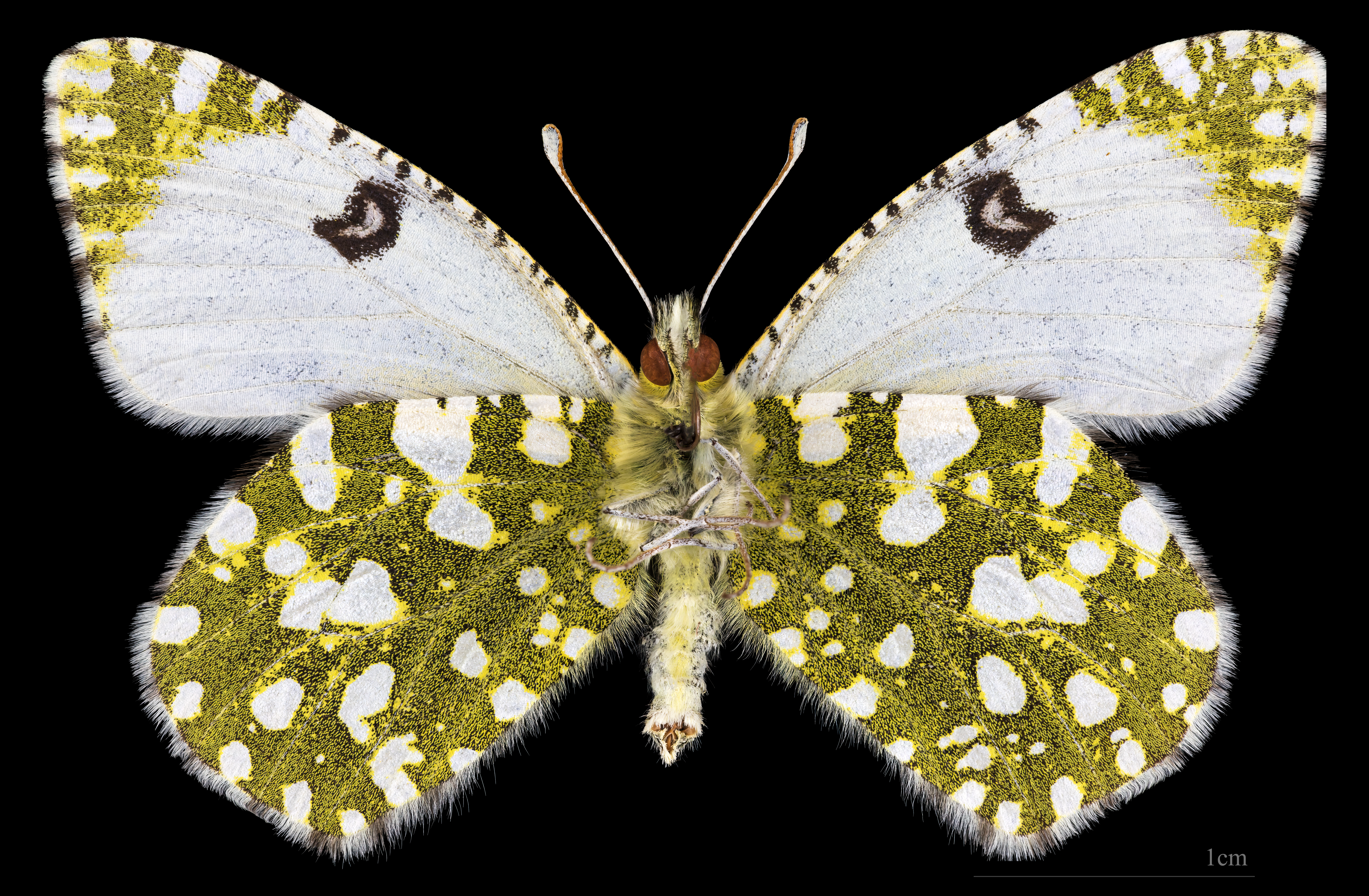
Euchloe crameri  ♀ △